# Brie-sous-Chalais
 Brie-sous-Chalais  es una población y comuna francesa, en la región de Poitou-Charentes, departamento de Charente, en el distrito de Angoulême y cantón de Chalais.

## Demografía
| 215 | 212 | 185 | 167 | 160 | 159 |
| Para los censos de 1962 a 1999 la población legal corresponde a la población sin duplicidades (Fuente: INSEE [Consultar]) |     |     |     |     |     |